# Richard Pryor

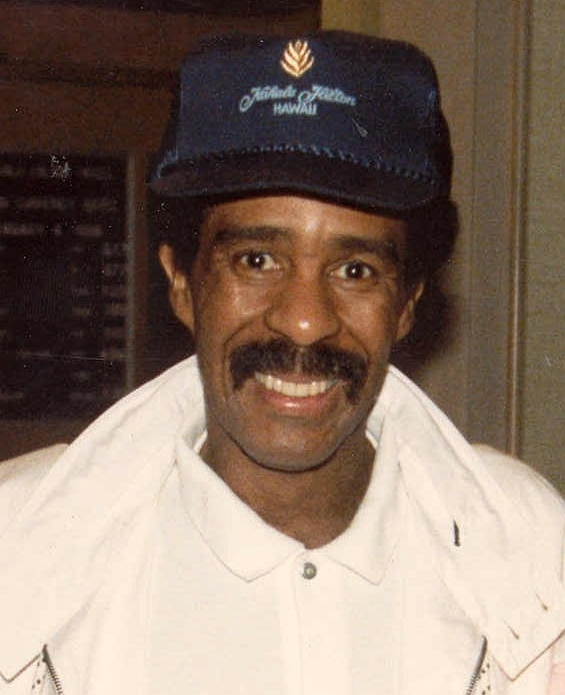
Richard Pryor (1986)

Richard Franklin Lennox Thomas Pryor III, genannt Ritchie, (* 1. Dezember 1940 in Peoria im US-Bundesstaat Illinois; † 10. Dezember 2005 in Encino (Los Angeles), Kalifornien) war ein US-amerikanischer Schauspieler und Comedian.

## Leben
Pryor kam als Sohn einer Prostituierten zur Welt und verlebte seine Kindheit in einem Bordell, das von seiner Großmutter geführt wurde. Er diente 1958 bis 1960 in der United States Army. Im Jahr 1969 zog er nach Berkeley, wo er beim Plattenlabel Laff Records einige Platten mit Sketchen veröffentlichte. Dazu gehörten unter anderem Craps (After Hours) (1971), Are You Serious??? (1977), Who Me? I'm Not Him (1977) und Black Ben The Blacksmith (1978).
Pryor spielte in zahlreichen Filmen wie Die Glücksjäger (1989, neben Gene Wilder und Kevin Spacey), Harlem Nights (1989, neben Eddie Murphy) und Lost Highway (1997, neben Bill Pullman und Patricia Arquette). Er war auch einer der Autoren des Drehbuchs des Films Der wilde wilde Westen aus dem Jahr 1974, bei dem Mel Brooks Regie führte. Besonders populär wurde er als Filmpartner von Gene Wilder in verschiedenen Produktionen.
Pryor war insgesamt sieben Mal, mit fünf verschiedenen Frauen, verheiratet. Die letzte Ehe mit Jennifer Lee, mit der er bereits von 1981 bis 1982 verheiratet war, wurde 2001 geschlossen. Aus seinen sieben Ehen hatte er sieben Kinder. Pryor pflegte auch eine Beziehung mit Pam Grier. Seine Tochter Rain Pryor ist ebenfalls Schauspielerin.
Vor allem in den 1970er-Jahren hatte Pryor sehr große Drogenprobleme; im Kokainrausch verursachte er sogar ein Feuer in seinem Haus, in dem er fast umkam. 1986 inszenierte er mit Jo Jo Dancer – Dein Leben ruft einen Film, der sich an dieses Ereignis anlehnt. Drei Jahre zuvor hatte er mit dem halbdokumentarischen Film Richard Pryor... Here and Now sein Regiedebüt gegeben. Seit den frühen 1970er Jahren war Pryor zudem regelmäßig als Drehbuchautor aktiv.
1992 zog er sich fast vollständig aus dem Filmgeschäft zurück, da er an Multipler Sklerose erkrankt war. Ab diesem Zeitpunkt übernahm er nur noch seltene und kurze Gastauftritte in Film- und Fernsehproduktionen.
Er war 1998 der erste Empfänger des Mark-Twain-Preises für amerikanischen Humor. 2004 wurde er von Comedy Central zum besten Stand-up-Comedian aller Zeiten gewählt. Die Writers Guild of America zeichnete 1975 sein Drehbuch zu Is' was, Sheriff? als bestes Komödiendrehbuch aus. Für den Fernsehfilm Lily (1973) bekam er im folgenden Jahr einen Emmy. Zudem hat Pryor auf dem Walk of Fame in Hollywood einen Stern bei der Adresse 6440 Hollywood Boulevard. Richard Pryor war ein Mitglied im Bund der Freimaurer, seine Loge, die Henry Brown Lodge No. 22, ist in Peoria (Illinois) ansässig.
Richard Pryor starb am 10. Dezember 2005 im Alter von 65 Jahren an den Folgen eines Herzinfarktes.

## Filmografie (Auswahl)
- 1966: Verrückter wilder Westen (The Wild Wild West, Fernsehserie, eine Folge)
- 1967: The Busy Body
- 1967: ABC Stage 67 (Fernsehserie, eine Folge)
- 1968: Uncle Tom's Fairy Tales (Kurzfilm)
- 1968: Wild in den Straßen (Wild in the Streets)
- 1969: Die jungen Anwälte (The Young Lawyers, Fernsehserie, eine Folge)
- 1970: Helden werden nicht geboren (Carter's Army, Fernsehfilm)
- 1971: Die Partridge Familie (The Partridge Family, Fernsehserie, eine Folge)
- 1971: You've Got to Walk It Like You Talk It or You'll Lose That Beat
- 1972: Twen-Police (The Mod Squad, Fernsehserie)
- 1972: Lady Sings the Blues
- 1973: Straßen zur Hölle (The Mack)
- 1973: Der Hit (Hit!)
- 1973: Some Call It Loving
- 1973: Wattstax
- 1974: Samstagnacht im Viertel der Schwarzen (Uptown Saturday Night)
- 1976: Adiós Amigo
- 1976: Bingo Long (The Bingo Long Traveling All-Stars & Motor Kings)
- 1976: Car Wash – Der ausgeflippte Waschsalon (Car Wash)
- 1976: Trans-Amerika-Express (Silver Streak)
- 1977: Stock Car Race – Höllenjagd auf heißen Pisten (Greased Lightning)
- 1977: Wie geht's aufwärts? (Which Way Is Up?)
- 1978: Blue Collar
- 1978: The Wiz – Das zauberhafte Land (The Wiz)
- 1978: Das verrückte California-Hotel (California Suite)
- 1979: Muppet Movie (The Muppet Movie)
- 1980: Oh, Moses! (Wholly Moses!)
- 1980: Dreist und gottesfürchtig (In God We Tru$t)
- 1980: Zwei wahnsinnig starke Typen / Zwei irre Spaßvögel (Stir Crazy)
- 1981: Einmal und nie wieder (Bustin' Loose)
- 1982: Ein besonderer Held (Some Kind of Hero)
- 1982: Der Spielgefährte (The Toy)
- 1983: Superman III – Der stählerne Blitz (Superman III)
- 1985: Zum Teufel mit den Kohlen (Brewster's Millions)
- 1986: Jo Jo Dancer – Dein Leben ruft (Jo Jo Dancer, Your Life Is Calling)
- 1987: Critical Condition
- 1988: Moving – Rückwärts ins Chaos (Moving)
- 1989: Die Glücksjäger (See No Evil, Hear No Evil)
- 1989: Harlem Nights
- 1991: The Three Muscatels (Kurzfilm)
- 1991: Das andere Ich (Another You)
- 1995: Chicago Hope – Endstation Hoffnung (Chicago Hope) (Fernsehserie, eine Folge)
- 1996: Bullet Point (Mad Dog Time)
- 1996: Malcolm & Eddie (Fernsehserie, eine Folge)
- 1997: Lost Highway
- 1999: The Norm Show (Fernsehserie, eine Folge)

## Diskografie (Auswahl)
| Jahr | Titel                                  | Höchstplatzierung, Gesamtwochen, AuszeichnungChartsChartplatzierungen (Jahr, Titel, Platzierungen, Wochen, Auszeichnungen, Anmerkungen) | Anmerkungen |
| Jahr | Titel                                  | US | Anmerkungen |
| ---- | -------------------------------------- | --- | ----------- |
| 1974 | That Nigger’s Crazy                    | US29 Gold · (53 Wo.)US |             |
| 1975 | Is It Something I Said?                | US12 Platin · (25 Wo.)US |             |
| 1976 | Bicentennial Nigger                    | US22 Gold · (19 Wo.)US |             |
| 1977 | L.A. Jail                              | US114 (5 Wo.)US |             |
| 1977 | Are You Serious                        | US58 (9 Wo.)US |             |
| 1977 | Richard Pryor’s Greatest Hits          | US68 Platin · (12 Wo.)US |             |
| 1978 | Wanted                                 | US32 Gold · (20 Wo.)US |             |
| 1978 | Outrageous                             | US176 (4 Wo.)US |             |
| 1982 | Richard Pryor Live On The Sunset Strip | US21 (17 Wo.)US |             |
| 1983 | Richard Pryor: Here And Now            | US72 (3 Wo.)US |             |
| 1983 | Here and Now                           | US71 (10 Wo.)US |             |

Weitere Alben
- 2000: And It’s Deep Too! The Complete Warner Bros. Recordings (1968-1992) (US: Gold)